# Ангел освобождённый
«А́нгел освобождённый» (англ.  Angel Unchained ) — боевик 1970 года с участием байкерского клуба «Dirty Dozen MC» из Аризоны. Вошел в число 40 лучших байкерских фильмов всех времен по мнению историка кино Джона Вули.

## Теглайнфильма
THIS IS THE SLAUGHTERHOUSE RUN THAT YOU MAKE ALONE…when you’ve cut yourself off from the Pack to go flat out against the Freaks and the Straights who rule this cozy corner of HELL!

## Сюжет
Президент мотоклуба Exiles Nomads по прозвищу Ангел устал от постоянных драк и насилия, сопутствующего жизни outlaw-байкера. После очередной схватки с конкурирующим клубом, он решает уехать в глушь, где сможет жить спокойной жизнью, без напряжения и крови.
На своем пути он встречает коммуну хиппи и находит в ней приют. Сперва «дети цветов», пацифисты и противники насилия, вызывают у Ангела недоумение, но постепенно он начинает находить покой в собственной душе и получать удовольствие от мирной жизни.
Местные жители, работяги и фермеры, категорически не приемлют чего-либо, отличающегося от их размеренного и унылого существования. Длинноволосые и пёстро-экзотичные, предпочитающие марихуану и свободную любовь, хиппи вызывают у них ненависть. Реднеки начинают терроризировать безобидную коммуну.
После особо жестокого и кровавого нападения, Ангелу приходится забыть о данном самому себе обещании не применять насилие, и вступиться за хиппи. Правда, он быстро понимает, что одному ему не по силам справиться с толпой местного хулиганья. Тогда Ангел едет за помощью к старым друзьям по мотоклубу. Десяток байкеров-беспредельщиков радостно прыгают в сёдла стальных коней и едут восстанавливать справедливость, в их байкерском понимании.

## В ролях
- Дон Страуд — Ангел
- Люк Экскью — Джонотан Тримайл
- Ларри Бишоп — Пайлот
- Тайн Дэли — Мэрили
- Т. Макс Грехем — Волшебник
- Жан-Мари Инглез — Джеки
- Билл МакКинли — Пистолет
- Джордан Роудс — Том
- Питер Лоуренс — Дейв
- Педро Ригас — Инджун